# Iris Cabral
Íris María Cabral (Rocha, 6 de dezembro de 1915 - Montevideo, 31 de maio de 1936) foi uma escritora e jornalista, tendo também sido militante política e social afro-uruguaia.